# Delphacodes reducta
Delphacodes reducta är en insektsart som först beskrevs av Van Duzee 1907.  Delphacodes reducta ingår i släktet Delphacodes och familjen sporrstritar. Inga underarter finns listade i Catalogue of Life.